# Zelgno
Zelgno est un village de Pologne situé en Couïavie-Poméranie, dans le Powiat de Toruń et dans la gmina (commune) de Chełmża,.